# Daemonorops spectabilis
Daemonorops spectabilis är en enhjärtbladig växtart som beskrevs av Odoardo Beccari. Daemonorops spectabilis ingår i släktet Daemonorops och familjen Arecaceae. Inga underarter finns listade i Catalogue of Life.